# Erich Brandenburg
Arnold Otto Erich Brandenburg, född 31 juli 1868 i Stralsund, död 22 januari 1946 i Leipzig, var en tysk historiker.
Brandenburg blev 1894 privatdocent samt 1899 extra ordinarie och 1904 ordinarie professor i historia i Leipzig. Han författade bland annat Moritz von Sachsen (I, 1898), Die deutsche Revolution 1848 (1911; andra upplagan 1919), Die Reichsgründung (två band, 1916), Untersuchungen und Aktenstücke zur Geschichte der Reichsgründung (samma år) och Von Bismarck zum Weltkriege (1925) samt utgav bland annat Politische Korrespondenz des Herzogs und Kurfürsten Moritz von Sachsen (två band, 1900–1904)